# متحف عبد الله الأسمري
متحف عبد الله الأسمري أحد متاحف المنطقة الشرقية شرق المملكة العربية السعودية، يقع المتحف في الظهران، أسسه عبد الله محمد بن هادي الأسمري.

## أجزاء المتحف
عرضت مقتنيات المتحف في قاعات كبيرة قسمت إلى أقسام رئيسية هي قسم المخطوطات والنقوش الحجرية وقسم الأسلحة وأدوات الحرب وقسم أدوات وأواني القهوة وكذلك أواني الأكل والشرب، وقسم العملات والطوابع وقسم الحرف والصناعة وبعض أدوات الحرفيين كأدوات النجارة وأدوات الزراعة وقسم الملبوسات التراثية والشعبية وقسم يضم مكتبة تاريخية ومعرض للسيارات القديمة وقد تم عرض مقتنيات ذلك المتحف داخل خزائن عرض أفقية وخزائن عرض رأسية وفاترينات وكذلك بعض ستاندات العرض.